# ムモンハビロキバガ
ムモンハビロキバガ（無紋羽広牙蛾、学名:Scythropiodes lividula）は、チョウ目ヒゲナガキバガ科に属する小型のガの一種である。和名は長年 ムモンヒロバキバガ が使用されていたが、ムモンハビロキバガ に変更された。

## 分布
本州、四国、九州、石垣島、朝鮮半島南部、中国に分布している。

## 形態
開張は雄雌とも16.4－20.7mm。静止時の全長(頭部(含:下唇髭)端－翅端)は11mmほど。前翅は黄土色を帯びた灰色、前縁は細く黄土色で縁取られている。翅を閉じたとき両前翅中央やや後方に小さな黒点が１つある。
下唇髭(ラビアル・パルプス(labial palpus))(注)が前方に長く曲がって上向しており、これがイノシシが持つようなやや反り返ったキバに見える。静止時ほぼフラットなドーム状に翅を伏し閉じる。触角は黄土色で糸状、静止時の全長の半分強程度の長さがあり、静止時 前翅前縁に沿って後方へと伸ばす。

終齢幼虫は体長約19mm。幼虫の頭部には歌舞伎役者の隈取りに似る褐色でほぼ左右対称な独特の模様(雲状紋)がある。

蛹は茶褐色で体長10mm前後。

## 生態
年1回の発生。成虫は6-7月と8-9月にも採集されることより年2回以上発生している可能性がある。幼虫は4月頃から現れる。幼虫は非常に広食であり、様々な葉の縁を折り曲げたり、綴り合せたり、巻いたりして巣(シェルター)をつくる。葉でできた巣の中で蛹になる。卵もしくは若齢幼虫で越冬すると考えられている。

## 寄主植物
アサダ、
コナラ属、
カシ、
ミズナラ、
コナラ、
ウラジロガシ、
アラカシ、
クリ、
アキニレ、
エノキ、
シロダモ、
マンサク、
キンキマメザクラ、
リンゴ、
セイヨウリンゴ、
ナシ、
マルバシャリンバイ、
シャリンバイ、
ビワ、
ヌルデ、
ツバキ、
ヤブツバキ、
グミ、
ナワシログミ、
ナツハゼ、
カキノキなどがある。

## ギャラリー

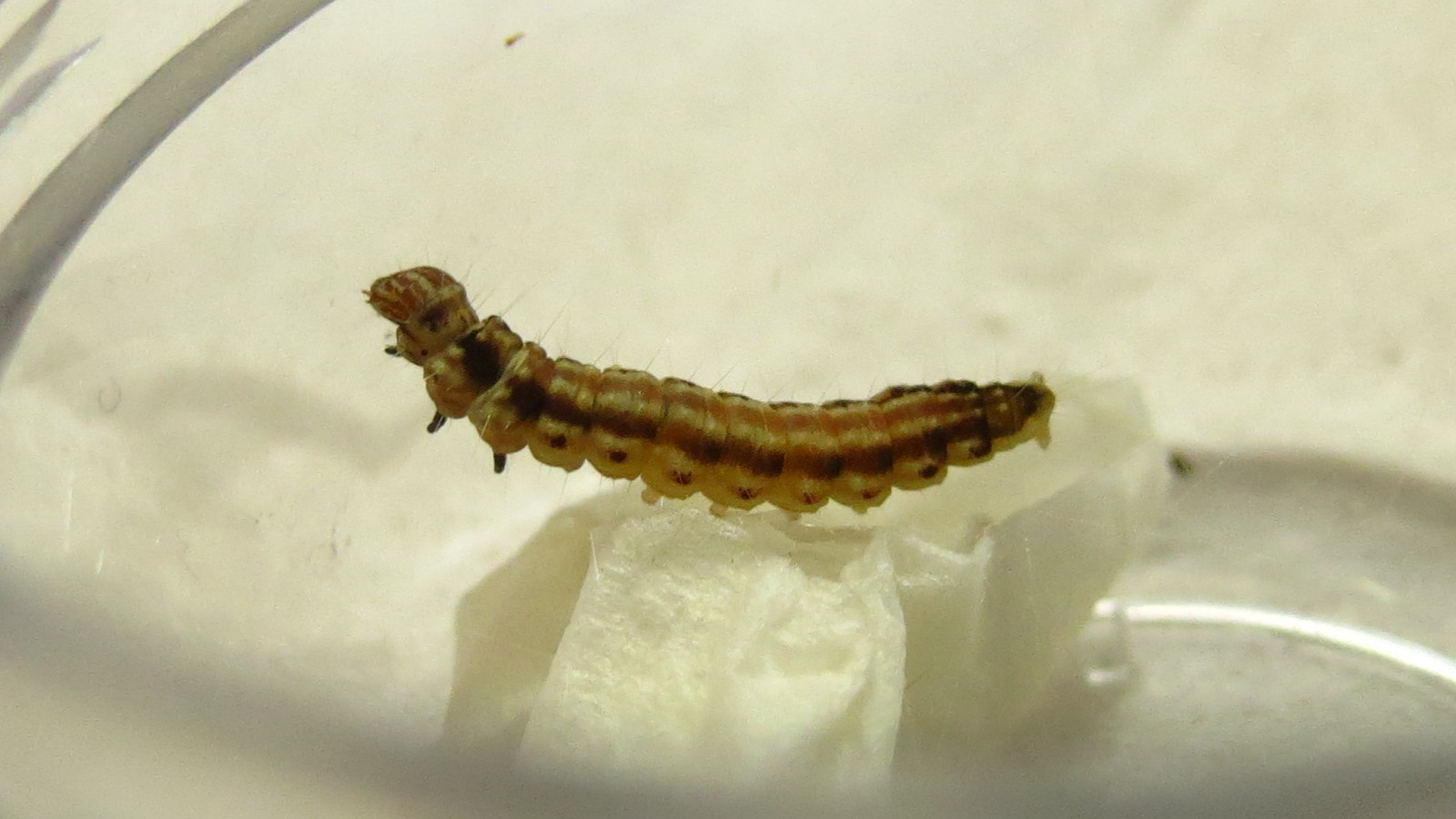
終齢幼虫
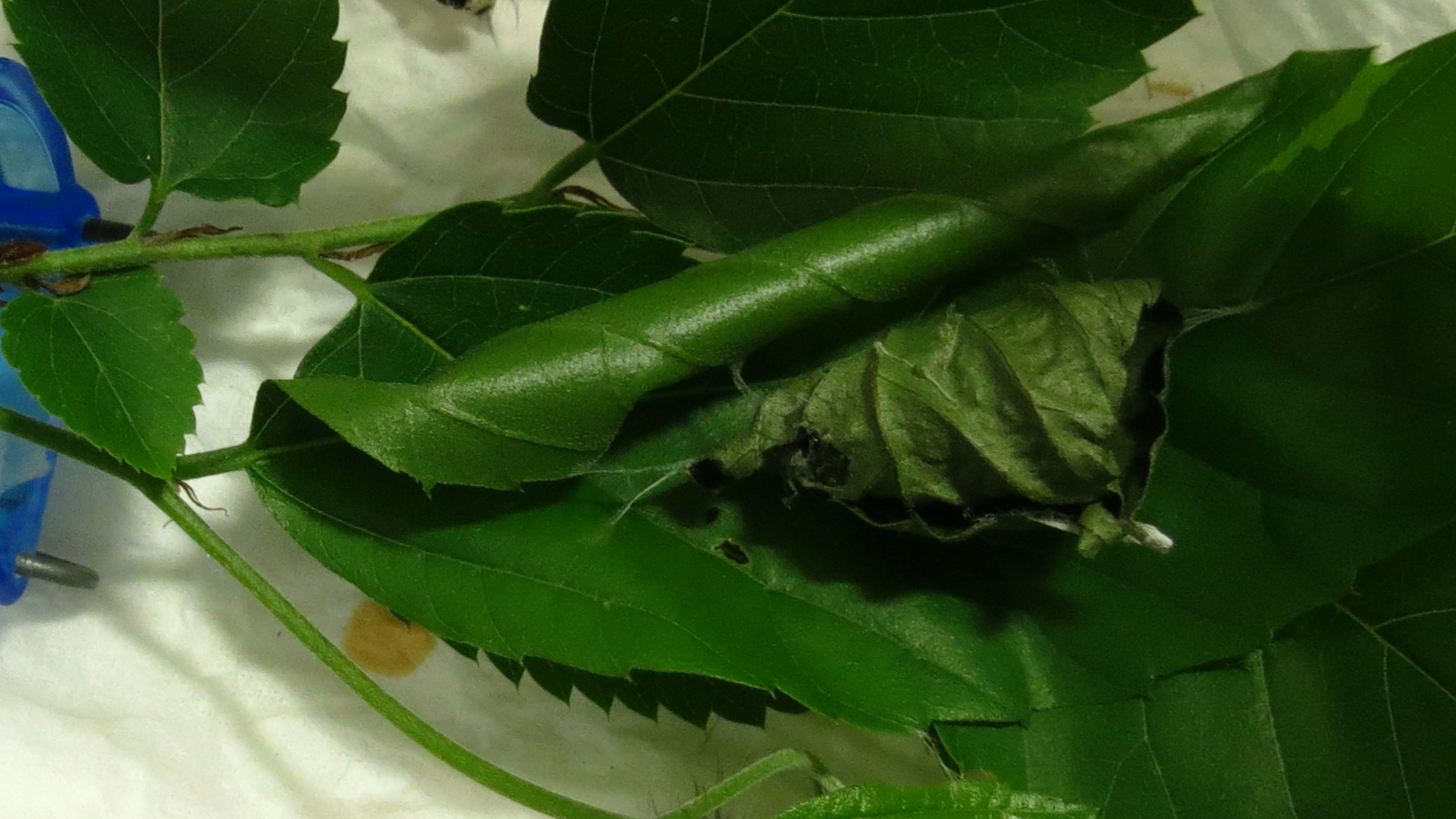
簀巻きの巣 (古い巣から乗換え後)
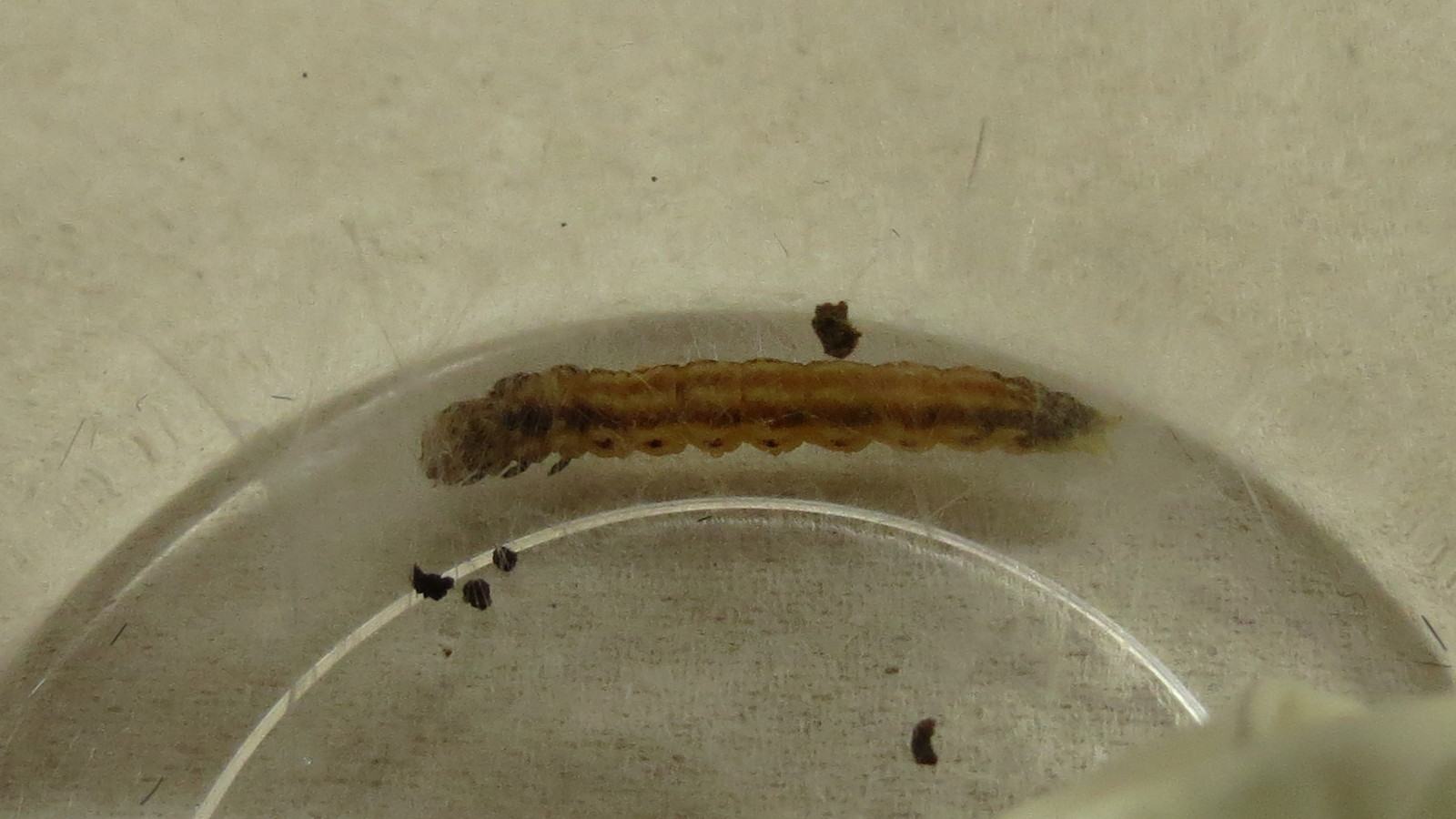
簀巻きの巣内での幼虫の体勢